# Bracon quettaensis
Bracon quettaensis är en stekelart som beskrevs av Cameron 1906. Bracon quettaensis ingår i släktet Bracon och familjen bracksteklar. Inga underarter finns listade.